# Полимер, подсилен с въглеродни влакна
Полимерът, подсилен с въглеродни влакна (на английски: carbon fiber reinforced polymer, carbon fiber reinforced plastic (CRP) или carbon fiber reinforced thermoplastic (CFRTP); понякога само carbon fiber или carbon), е изключително здрав и лек полимер, в чиято структура са включени въглеродни влакна. Въпреки високата себестойност при производството и високата цена на материала, той има широко приложение, поради високото съотношение на здравина към тегло. Използва се в автомобилостроенето, самолетостроенето, строителството, за производство на спортни стоки и други.

## Галерия
- Изделия от полимер, подсилен с въглеродни влакна
- Витла на радиоуправляем хеликоптер-играчка
- Рама на хибриден автомобил „БМВ i8“
- Велосипед BH (Beistegui Hermanos), модел G5, на Обиколката на Франция
- Тримаранът Véolia Environnement
- Артистичната инсталация Mae West в Мюнхен